# رانية سلامة
رانية سلامة (1974) سيدة أعمال وإعلامية سعودية، درست في القسم العلمي بمدارس دار الحنان (جدة) ثم حصلت على بكالوريوس الأدب الإنجليزي من جامعة الملك عبد العزيز في جدة عام 1997م. بدأت مشوارها بعد تخرجها لتخطط لعملها الخاص في مجال النشر الإلكتروني قبل دخول الإنترنت إلى السعودية، حيث أطلقت أول مجلة عربية إلكترونية بمحتوى خاص في عام 2000م مجلة عربيات، وفي عام 2006م توسعت المنشأة في مجال تقنية المعلومات والتسويق بالإضافة للنشر الإلكتروني. أما مشوارها في العمل العام وخدمة المجتمع، فبدأته في عام 2003م بالمشاركة في تأسيس مجموعة “سعوديات” التي تهدف إلى إبراز المواهب الشابة في كافة المجالات، وواصلته من خلال العضوية في الجمعيات الخيرية والمجالس الاستشارية واللجان القطاعية، وكان من أبرزها منصبها رئيس لجنة شابات الأعمال في الغرفة التجارية الصناعية بجدة.

## أبرز العضويات
- نائب رئيس «المجلس التنسيقي لعمل المرأة» بمجلس الغرف السعودية 2015-2018م. [3]
- رئيسة لجنة شابات الأعمال بالغرفة التجارية الصناعية بجدة 2010-2014م.[4]
- عضو المجلس التوجيهي لدعم عمل المرأة بوزارة العمل 2012-2013م.
- عضو اللجنة التنفيذية لمركز المنشآت الصغيرة والناشئة بالغرفة التجارية الصناعية بجدة 2011-2013م.
- رئيس مشارك باللجنة التنظيمية لمنافسة ولقاء ريادة الأعمال بجدة، وعضو اللجنة التوجيهية لجائزة مبادرو جدة التي أطلقتها لجنة شابات الأعمال بغرفة جدة 2010-2013م.[5]
- عضو لجنة العلاقات الدولية بالغرفة التجارية الصناعية بجدة 2012-2013م.
- نائب رئيس لجنة الاتصالات وتقنية المعلومات بالغرفة التجارية الصناعية بجدة 2007-2012م [6]
- عضو اللجنة المنظمة لمعرض شباب الأعمال بجدة 2007-2008-2010-2012م.[7]
- عضو جمعية شباب مكة للعمل التطوعي التابعة لأمارة منطقة مكة المكرمة 2012م.
- عضو فريق الخبراء والمستشارين في اللجنة العربية للإعلام الإلكتروني والتابعة لمجلس وزراء الإعلام العرب 2009م.
- عضو لجنة شباب الأعمال بالغرفة التجارية الصناعية بجدة 2007-2010م.
- عضو لجنة صياغة توصيات منتدى السيدة خديجة بنت خويلد الأول بجدة 2007م.
- عضو في لجنة استشارية لتطوير برامج الإذاعة السعودية إذاعة جدة 2005م.
- عضو في الجمعية الخيرية الفيصلية بجدة 2005م.
- عضو مؤسس لمجموعة «سعوديات» التي تهدف من خلال فعالياتها إلى دعم وإبراز النماذج السعودية الشابة في كافة المجالات 2003-2004م.

## أهم أوراق العمل والمشاركات
- المشاركة في ورش عمل تحفيز نمو القطاع الخاص ضمن مبادرات برنامج التحول الوطني في جدة عام 2017م.
- المشاركة في مهرجان حكايا مسك بجدة، ندوة الكتابة الصحفية 2016م.
- المشاركة في ورشة عمل الخطة المقترحة لـ برنامج التحول الوطني برعاية ولي العهد السعودي الأمير محمد بن سلمان آل سعود في الرياض عام 2015م.
- المشاركة في فعاليات البرنامج الثقافي المصاحب لمعرض الرياض الدولي للكتاب في ندوة بعنوان «الإعلام الجديد.. منهجية النقد وإلغاء السرية» 2014م.  [8]
- المشاركة في اللقاء الثامن للخطاب الثقافي السعودي والذي أقامه مركز الملك عبد العزيز للحوار الوطني بعنوان «التصنيفات الفكرية وأثرها على الوحدة الوطنية» 2014م.
- المشاركة في الملتقى المهني السادس في جامعة الملك عبد العزيز بجدة بتقديم دورة «التحديات فرص ومحفزات» 2014م. [9]
- المشاركة في انتخابات مجلس إدارة غرفة جدة 2014م [10]
- المشاركة في يوم المهنة الثالث بكلية الاقتصاد والإدارة في جامعة الملك عبد العزيز بجدة، بورقة عمل عن اكتشاف الذات وأثر ذلك في تحقيق التميز في ريادة الأعمال والعمل الحر 2012م.
- المشاركة في اللقاء الوطني التاسع للحوار الفكري «الإعلام: الواقع وسبل التطوير ـ حوار بين المجتمع والمؤسسات الإعلامية» بالطائف 2011م.
- المشاركة في «منتدى جدة التجاري» الأول بورقة عمل عن الإعلام الإلكتروني والأمن التجاري 2009م.
- المشاركة في ملتقى سعوديات الغد بكلية دار الحكمة 2009م.
- المشاركة في محاضرة «الفيصل الإنسان» ضمن فعاليات معرض شاهد وشهيد 2008م.
- المشاركة بملتقى آفاق العلاقات العامة الثالث بورقة عمل عن دور الإعلام الجديد في تطوير أدوات العلاقات العامة 2008م.
- المشاركة في اللقاء الوطني السابع للحوار الفكري «مجالات العمل والتوظيف: حوار بين المجتمع ومؤسسات العمل» الذي أقيم في منطقة القصيم 2008م.
- المشاركة في الجلسات التحضيرية للحوار الوطني السابع التي أقيمت في جدة 2007م.
- المشاركة ضمن 120 رجل وامرأة بورشة العمل التي أقامتها أمارة منطقة مكة المكرمة برعاية الأمير خالد الفيصل لوضع إستراتيجية شاملة لتطوير منطقة مكة المكرمة 2007م. [11]

## المجال الإعلامي
في شهر فبراير من عام 2000م قامت بتأسيس مجلة عربيات كأول مجلة إلكترونية عربية شاملة على شبكة الإنترنت بمحتوى مستقل وفريق عمل متخصص، وهي رئيسة تحرير المجلة، بالإضافة إلى أنشطتها ومشاركاتها الإعلامية المختلفة في البرامج الفضائية والصحف العربية، وهي كاتبة لزاوية أسبوعية ثابتة في صفحة الرأي بصحيفة عكاظ السعودية منذ 2004م إلى 2008م، وعضو فريق الخبراء والمستشارين في اللجنة العربية للإعلام الإلكتروني التابعة لمجلس وزراء الإعلام العرب 2009م، صدر لها عام 2008 كتاب وثائقي عن تعليم البنات في السعودية وأول مدرسة نظامية للبنات في المملكة بعنوان (دار الحنان)  ويتضمن الكتاب سيرة مؤسسة المدرسة الأميرة عفت بنت محمد بن سعود الثنيان آل سعود.

## المجال التجاري
تملك وتدير مؤسسة عربيات الدولية لتقنية المعلومات، ومؤسسة عربيات الدولية للتجارة، بالإضافة لعضوية مجالس إدارات ولجان أخرى معنية بقطاع الأعمال.

## المجال الاجتماعي والفكري
- المشاركة بورشة العمل التي أقامتها إمارة منطقة مكة المكرمة برعاية الأمير خالد الفيصل في عام 2007م، لوضع (إستراتيجية شاملة لتطوير منطقة مكة المكرمة).
- المشاركة في (اللقاء الوطني السابع للحوار الفكري) الذي أقيم في عام 2008م بمنطقة القصيم.
- عضو مؤسس لمجموعة (سعوديات) التي تهدف من خلال فعالياتها إلى دعم وإبراز النماذج السعودية الشابة في كافة المجالات.
- مدرجة بموسوعة International who's who كمؤسس لأول مجلة إلكترونية باللغة العربية على شبكة الإنترنت.

## روابط متعلقة ومصادر
السيرة الذاتية
لقاءات إعلامية
مقالات رانية سلامة
كتاب دار الحنان